# Konstantin Dumba
Konstantin Theodor, comte de Dumba (né le 17 juin 1856 à Vienne - mort le 6 janvier 1947 à Bodensdorf am Ossiacher See) fut un diplomate austro-hongrois et dernier ambassadeur de la double-monarchie aux États-Unis. 
Dumba fut le fils du magnat grec-autrichien Nikolaus Dumba (1830-1900). Il obtint un doctorat en droit et rejoignit le service diplomatique en 1879. Il fut envoyé à l'ambassade à Londres de 1881 à 1886, puis à Saint-Pétersbourg, Rome, Bucarest et Paris. Il servit comme ministre à Belgrade de 1903 à 1905, ensuite il occupe un poste au ministère des Affaires étrangères à Vienne. En 1909, il fut nommé ambassadeur à Stockholm où il resta jusqu'en 1912. 
Le 4 mars 1913, il fut nommé le successeur du baron Hengelmüller de Hengervár comme ambassadeur à Washington D.C. et il présenta sa lettre de créance au président Wilson le 24 avril. Lors de la Première Guerre mondiale, Dumba est accusé par le gouvernement américain d'espionnage. Il fut déclaré personae non gratae par le président Wilson et quitta le pays le 5 octobre 1915. Son successeur fut le comte Tarnówski von Tarnów (en) mais celui-ci ne présenta jamais sa lettre de créance au président Wilson. 
Il prit sa retraite en 1916 et fut anobli en 1917. Il devint pacifiste et publie plusieurs ouvrages, dont ses mémoires en 1932. 